# Kanaal Roeselare-Leie

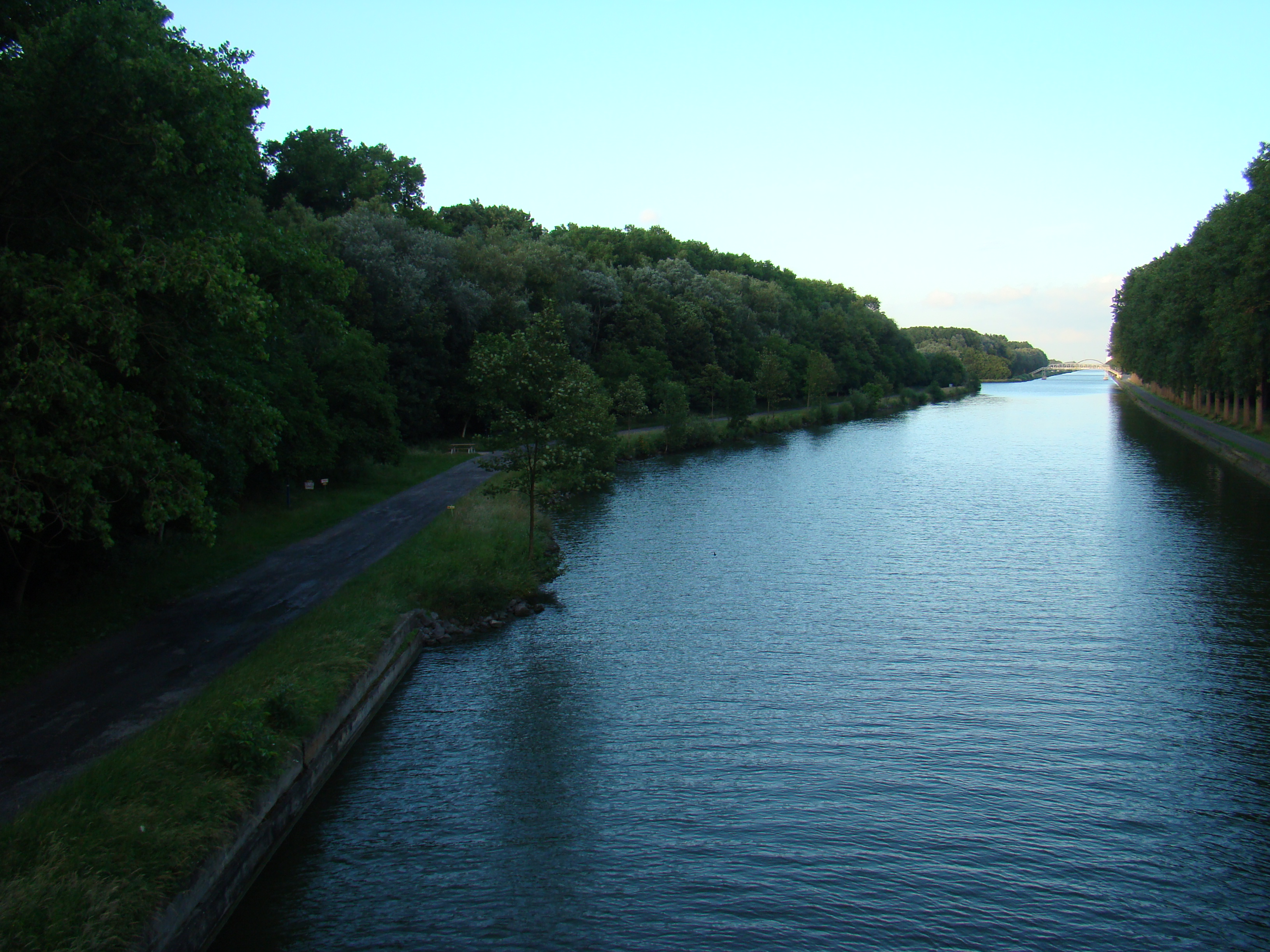
Het kanaal in Ingelmunster, uitzicht op het kasteelpark (links)

Het Kanaal Roeselare-Leie is een scheepvaartkanaal tussen de stad Roeselare en de rivier de Leie. Het is 16,5 kilometer lang. Via de Leie verbindt het de haven van Roeselare met de havens van Duinkerke, Gent, Antwerpen, Brussel en Luik.

## Geschiedenis
Het kanaal werd in 10 jaar tijd gegraven, tussen 1862 en 1872. Het zorgde voor veel werkgelegenheid. Schepen volgeladen (tot 600 ton voor de haven van Roeselare) met graan, zand en andere basisproducten voeren het kanaal op om de bedrijven aan de oevers van het kanaal te voorzien.
Anno 2020 is het kanaal goed voor meer dan 4 miljoen ton vervoerde goederen per jaar.

## Havenkop
De havenkop te Roeselare of het begin van het kanaal Roeselare-Leie wordt in hoofdzaak gekenmerkt door een bloeiende industriële activiteit. Bekende bedrijven die er gevestigd zijn, zijn ForFarmers Hendrix en Debaillie, allebei producenten van veevoeders. Soubry, de bekende deegwarenfabrikant, heeft er ook een vestiging.
De Roeselaarse haven beslaat een oppervlakte van zowat 40 ha en is goed bereikbaar over de weg. Vlakbij ligt de A17/E403 autosnelweg Brugge-Kortrijk met veel mogelijkheden om de kust, het binnenland of de Belgisch-Franse en Belgisch-Nederlandse grensregio's te gaan verkennen.

## Gemeenten
Wanneer men het kanaal volgt vanuit Roeselare-stad, passeert men achtereenvolgens de gemeenten Izegem waar het voedingsbedrijf Vandemoortele gelegen is, Ingelmunster en Oostrozebeke om te eindigen in Ooigem, een deelgemeente van Wielsbeke waar het kanaal uitmondt in de Leie. Daar bevindt zich een sluis om een hoogteverschil van 7,50 meter te kunnen overbruggen. Evenwijdig met het kanaal, dat binnenschepen tot 1350 ton aankan, loopt over enkele kilometer de spoorlijn Kortrijk-Brugge. 
Toerisme Leiestreek en de gemeenten werken aan een project om het kanaal en het overblijvende groen eromheen ook een recreatieve functie te geven. Zo zijn er tijdens de zomer al boottochten. Op de oevers van het kanaal treft men ook geregeld vissers aan.
Het stuk van het kanaal tussen de Roeselaarse haven en binnenstad vormt een ideaal decor voor straattheater en culturele evenementen, zoals de jaarlijkse happening "De Groote Stooringe".

## Zwaaikom
De Zwaaikom in Roeselare is een bocht in het kanaal, die werd gegraven om de schepen gemakkelijk weer buiten te kunnen loodsen. Een dergelijke plaats wordt zwaaikom genoemd aangezien schepen er in kunnen 'zwaaien' om te keren. Op die manier is er een vlot verkeer op het kanaal mogelijk.
Rond de zwaaikom is het industrieterrein van de haven vandaag de dag geconcentreerd. De woonfunctie is ver te zoeken (in vergelijking met de haven van Roeselare zelf). De grote rotonde fungeert als draaischijf voor het goederentransport op de weg.
Op de rotonde staat een gebouw dat een recreatiefunctie heeft. Je kunt er een kajak huren om zo het kanaal te bevaren. Dit gebouw werd rond de eeuwwisseling de prooi van een pyromaan die in dezelfde periode de oude veiling in brand had gezet.

## River Terminal Roeselare
Aan de zuidoever in Roeselare-Rumbeke is in 2021-2022 de River Terminal Roeselare gebouwd, een bimodale containerterminal met 230 meter kaaimuur en een kaaiplateau van 18.000 m² dat dient als opslagruimte. Zo wordt het kanaal Roeselare-Leie een transportalternatief voor bedrijven zonder rechtstreekse toegang tot de waterweg. Het eerste idee was om hier een trimodale terminal te bouwen, met een spooraansluiting, maar er bleek geen ruimte voor spoorbundel van 600 meter voor lange treinen.

## Fietssnelweg F36
Fietssnelweg F36 is de fietssnelweg die van station Roeselare (fietssnelwegen F32, F37 en F361) tot de Leie in Wielsbeke loopt (fietssnelweg F371), bijna voortdurend op de zuidelijke oever van het kanaal Roeselare-Leie. Om plaats te maken voor de containerterminal is fietssnelweg F36 er plaatselijk verder van de oever gelegd.